# François Aimé Frédéric Loyré d'Arbouville
François Aimé Frédéric Loyré d'Arbouville (14 février 1798 à Paris - 16 octobre 1873 à Carlepont) est un général français. 

## Biographie
À peine âgé de 16 ans, M. Loyré d'Arbouville entra dans les Gardes du corps comme surnuméraire : c'était le 29 novembre 1814. Le 9 décembre 1815, il fut nommé sous-lieutenant dans la légion de la Seine, et passa au 4e régiment d'infanterie de la Garde royale le 23 avril 1817.
Le 6 juin 1821, il fut reçu comme sergent de 1re classe, avec rang de capitaine, aux Gardes à pied du corps du roi.
En 1823 (2 avril), il fit la campagne d'Espagne comme capitaine au 3e de ligne, fut nommé chef de bataillon au 2e léger, le 15 novembre 1826 ; fut envoyé en Afrique en 1830, revint en France l'année suivante, fut nommé lieutenant-colonel du 6e de ligne le 27 juillet 1835 et colonel du 26e de ligne le 13 mars 1838. II a fait les campagnes des années 1838, 1839, 1840, 1841, 1842, 1844, 1845, 1846 et 1847 en Afrique.
Il fut promu au grade de maréchal de camp le 18 décembre 1841 et lieutenant-général le 3 novembre 1847.
Depuis, M. d'Arbouville a commandé la 4e division de l'armée des Alpes.
Chevalier de la Légion d'honneur à la promotion du 27 décembre 1830, il en a été nommé officier le 14 août 1839, commandeur le 30 septembre 1845 et grand officier le 23 juin 1849.
Il est aussi chevalier de 2e classe de l'ordre de Saint-Ferdinand d'Espagne.
Il épousa l'écrivaine Sophie de Bazancourt, fille de Jean-Baptiste Lecat de Bazancourt et d'Élisabeth Marie Henriette Constance d'Houdetot petite fille de Sophie Lalive de Bellegarde. Elle était réputée tant pour sa laideur que pour son esprit. Sainte-Beuve, dont elle fut une des deux grandes passions et qui lui dédia son Clou d'or, dit d'elle : « Elle avait de l'imagination ! Elle avait la foi et le génie !... Sa souffrance réelle était sa laideur : elle la recouvrait d'un voile éblouissant d'esprit, de bienveillance, d'agrément ».